# Municipio de Clay (condado de Wayne, Iowa)
El municipio de Clay (en inglés: Clay Township) es un municipio ubicado en el condado de Wayne en el estado estadounidense de Iowa. En el año 2010 tenía una población de 157 habitantes y una densidad poblacional de 1,68 personas por km².

## Geografía
El municipio de Clay se encuentra ubicado en las coordenadas 40°46′19″N 93°30′49″O / 40.77194, -93.51361. Según la Oficina del Censo de los Estados Unidos, el municipio tiene una superficie total de 93.29 km², de la cual 93,27 km² corresponden a tierra firme y (0,03 %) 0,03 km² es agua.

## Demografía
Según el censo de 2010, había 157 personas residiendo en el municipio de Clay. La densidad de población era de 1,68 hab./km². De los 157 habitantes, el municipio de Clay estaba compuesto por el 98,73 % blancos y el 1,27 % eran de una mezcla de razas. Del total de la población el 0 % eran hispanos o latinos de cualquier raza.